# Otto von Schirach
Otto von Schirach (nacido el 10 de marzo de 1978 en Miami, Florida) es un músico estadounidense de IDM y breakcore. De ascendencia cubana y alemana, creció en el barrio de la Pequeña Habana de Miami e incorpora en gran medida elementos del Miami bass en su música. Comenzó a presentarse en fiestas caseras en la década de 1990  y comenzó a componer su propia música. En 2001 lanzó su primer álbum, 8000 BC, en su propio sello discográfico Triangle Earth.
Von Schirach tiene un hijo que nació en 2016. 

## Discografía

### Álbumes
- 2001: 8000 BC (Triangle Earth/Schematic) [4] [5]
- 2001: Escalo Frio (Schematic) [6] [7] [8] [9]
- 2004: Global Speaking Fisting (Schematic) [10] [11]
- 2006: Maxipad Detention (Ipecac Recordings) [12] [13] [14] [15] [16]
- 2006: Pimps of Gore (álbum colaborativo con Gut ) (Supreme Chaos, 2006)
- 2007: Spine Serpents From Sperm Island (Palm Tree Snuff y Santa Barbara Records)
- 2008: Oozing Bass Spams (Cock Rock Disco)
- 2009: Magic Triangle
- 2012: Supermeng (Monkeytown) [17] [18] [19] [20] [21] [22] [23] [24] [25]

### Singles y EP
- 2002: Boombonic Plague (Schematic)
- 2002: Chopped Zombie Fungus Vol 2 Pelican Moondance (Schematic) [26]
- 2003: Sduisant Lollipop / Swimming Is Great If You Aren't Drowning (Imputor?)
- 2003: El Golpe Avisa (Rice And Beans)
- 2006: Pukology (Imputor?)
- 2009: Bass Low / Bass Galactica 8 (Basshead)
- 2018: Draculo (Monkeytown)
- 2021: Ottobrus (con Qebrus) (Triángulo Tierra)